# Amphiodia violacea
Amphiodia violacea är en ormstjärneart som först beskrevs av Christian Frederik Lütken 1856.  Amphiodia violacea ingår i släktet Amphiodia och familjen trådormstjärnor. Inga underarter finns listade i Catalogue of Life.